# 蛇口異星杉魚
蛇口異星杉魚（学名：Heterophotus ophistoma）为輻鰭魚綱巨口鱼目巨口鱼科的其中一種。分布於全球三大洋海域，為深海魚類，棲息深度790-1420公尺，體長可達35.6公分。